# Regering
 For alternative betydninger, se Regering (flertydig). (Se også artikler, som begynder med Regering)
En regering er den udøvende magt i et land.
I et demokratisk land med parlamentarisme skal regeringen have flertal i landets parlament – eller i hvert fald ikke have et flertal imod sig. De partier i parlamentet som har ministre i en regering, kaldes regeringspartier. Hvis regeringspartierne selv har flertallet i parlamentet, er det en flertalsregering. Hvis regeringspartierne også behøver stemmer fra andre partier for at opnå et parlamentsflertal, er det en mindretalsregering. De partier som hjælper en mindretalsregering til at opnå flertal, kaldes regeringens parlamentariske grundlag, eller støttepartier.

## Danske forhold
Ifølge Danmarks Riges Grundlov består regeringen i Danmark af kongen eller dronningen og ministrene. I almindelig sprogbrug består regeringen af ministrene med statsministeren som politisk leder. 

## Reference
1. ↑  regering på lex.dk